# Stigmoplusia
Stigmoplusia là một chi bướm đêm thuộc họ Noctuidae.

## Loài
- Stigmoplusia acalypta Dufay, 1972
- Stigmoplusia allocota Dufay, 1972
- Stigmoplusia antsalova Dufay, 1968
- Stigmoplusia chalcoides Dufay, 1968
- Stigmoplusia epistilba Dufay, 1972
- Stigmoplusia megista Dufay, 1975
- Stigmoplusia paraplesia Dufay, 1972